# Gintautas Umaras
Gintautas Umaras (* 20. Mai 1963 in Kaunas) ist ein ehemaliger litauischer Radrennfahrer.

## Leben
Umaras lernte an der Aleksonis-Mittelschule in Žaliakalnis. Als Radsportler startete er für den Verein „Dynamo Klaipėda“.
Bei den Olympischen Sommerspielen 1988 in Seoul errang er eine Goldmedaille in der Einerverfolgung und Gold in der Mannschaftsverfolgung (mit der Mannschaft der UdSSR). Bei den Weltmeisterschaften 1987 in Wien gewann er die Goldmedaille in der Einerverfolgung auf der Bahn, zudem hielt er den damaligen Weltrekord in dieser Disziplin. 1989 und 1990 war Umaras Berufsfahrer, zunächst in Italien, dann in den USA.
Er ist der Bruder von Mindaugas Umaras, der ebenfalls Radrennfahrer war.

## Berufliches
Umaras absolvierte ein Studium der Sportjournalistik.